# Farooqnagar
Farooqnagar es una ciudad censal situada en el distrito de Rangareddy en el estado de Telangana (India). Su población es de 45675 habitantes (2011).

## Demografía
Según el censo de 2011 la población de Farooqnagar era de 45675 habitantes, de los cuales 23328 eran hombres y 22347 eran mujeres. Farooqnagar tiene una tasa media de alfabetización del 80,94%, superior a la media estatal del 67,02%: la alfabetización masculina es del 87,65%, y la alfabetización femenina del 73,96%.